# コンスタンティウス3世
コンスタンティウス3世（Constantius III,  - 421年9月2日）は、西ローマ帝国の皇帝（在位：421年）である。

## 人物
コンスタンティウス3世はナイススのモエシアで生まれ、ホノリウスの下で優秀な軍人として頭角を現した。
コンスタンティウス3世は快活で愛想のよい人柄で、宴席では役者の真似をして場を盛り上げたという。

## 生涯
411年、コンスタンティウスはマギステル・ミリトゥムに任命され、ガリアに侵攻していた対立皇帝マクシムスの軍の討伐のためガリアに派遣された。ヒスパニアのローマ軍団は皇帝コンスタンティヌス3世の拠点アルルを包囲していたが、コンスタンティウスはマクシムスの将軍ゲロンティウスの軍隊を打ち破り、皇帝マクシムスを逃亡させた。コンスタンティウスは、そのままコンスタンティヌス3世の拠点アルルの包囲を引き継ぎ、コンスタンティヌス3世の将軍エドビカスを殺害し、コンスタンティヌス3世を降伏させて彼をラヴェンナへと送った。
415年には西ゴート族の王アタウルフを兵糧攻めにしてガリアから撤退させ、翌416年には皇帝プリスクス・アッタルスを捕らえ、西ゴート族との和平交渉ではアラリックによってローマ略奪の際に連れ去られた後にアタウルフの妻となっていたホノリウスの妹であるガッラ・プラキディアを返還させた。
こうした功績にこたえるため、ホノリウスは彼に多くの栄誉を与えた。執政官には3度（414年、417年、420年）任命し、妹ガッラ・プラキディアとの婚姻を取り計らった。コンスタンティヌスとガッラ・プラキディアの間には、ウァレンティニアヌス3世と娘ユスタ・グラタ・ホノリアが生まれた。
そして421年2月8日、ついにホノリウスは彼を共同皇帝であるとまで宣言した。しかし東ローマ皇帝テオドシウス2世はコンスタンティウスの皇帝職就任の承認を拒絶した。激怒したコンスタンティウスは軍団を組織してコンスタンティノープルへ攻め込もうとしたが、421年9月2日、東方への遠征の準備が整う前に死亡した。